# Đại hội Thể thao Người khuyết tật Trẻ châu Á 2017
Đại hội Thể thao Người khuyết tật Trẻ châu Á 2017, cũng có thể hiểu là Đại hội Thể thao Người khuyết tật Trẻ châu Á lần thứ 3, phù hợp với Thế vận hội Thể thao Trẻ châu Á 2017, như một sự kiện thể thao đa môn cho các vận động viên khuyết tật ở châu Á. Sự kiện này sẽ được tổ chức tại Dubai, Các Tiểu Vương quốc Ả Rập Thống nhất.

## Đại hội

### Môn thể thao
|  | - Archery - Athletics - Badminton - Boccia | - Bowling - Cycling - Goalball | - Powerlifting - Swimming - Table tennis |